# Ústav informatiky Akademie věd České republiky
Ústav informatiky Akademie věd České republiky je veřejná výzkumná instituce, součást Akademie věd České republiky. Hlavní činností ústavu je výzkum v oblasti informatiky a počítačových věd; patří sem zejména matematické základy informatiky, výpočetní metody, problematika umělé inteligence, otázky modelů a architektur počítačů, výpočetních a informačních systémů a také aplikace počítačových věd v navazujících interdisciplinárních oblastech.

## Historie
Ústav byl založen v roce 1975 ještě v rámci původní Československé akademie věd (ČSAV) a původně se jmenoval Centrální výpočetní středisko (CVS) ČSAV. V roce 1980 změnil název na Středisko výpočetní techniky (SVT) ČSAV a přetransformoval se na vědecký ústav Československé akademie věd. V roce 1991 změnil název na Ústav informatiky a výpočetní techniky (ÚIVT) ČSAV. Po zrušení Československé akademie věd se stal pracovištěm Akademie věd České republiky (AV ČR) – ÚIVT AV ČR. V roce 1998 změnil název na Ústav informatiky AV ČR – ÚI AV ČR a v roce 2007 se stal veřejnou výzkumnou institucí (v. v. i.). - UI AV ČR, v. v. i.